# ボビー・クリスティーナ・ブラウン
ボビー・クリスティーナ・ヒューストン・ブラウン（Bobbi Kristina Houston Brown、1993年3月4日 - 2015年7月26日）は、アメリカ合衆国のタレント、歌手。ボビー・ブラウンとホイットニー・ヒューストンの娘。

## 生涯
1993年3月4日、ニュージャージー州リヴィングストンのセント・バーナバス・メディカル・センターで歌手のホイットニー・ヒューストンと同じく歌手のボビー・ブラウンの間に生まれる 。
2014年1月、義兄のニック・ゴードンと結婚したことを報じられるが、実際には婚姻関係は無かったという。
2015年1月31日、ジョージア州アトランタ郊外の自宅浴槽で意識を失った状態で発見された。これは薬物の使用で溺死した母ホイットニーとよく似た状況であった。事故後には昏睡状態が続き、4月頃には一時回復の兆候を示したが、6月にはホスピスに転院。7月26日、「薬物中毒と水中に顔面が没する溺水が引き起こした肺炎」のため死去。22歳没。
死をめぐり、元交際相手で溺水事故の第一発見者でもあったニック・ゴードンとブラウンの遺産管理人側で民事訴訟に発展し、ゴードンの法的責任が認定された。なお、ゴードンは、2020年1月1日、薬物中毒により30歳で死亡した。

## 死後
2017年には、TV Oneでテレビドラマが放送された。
2021年、ライフタイムよりドキュメンタリー『Whitney Houston & Bobbi Kristina: Didn’t We Almost Have It All』が放送された。